# سومطرة الغربية
مقاطعة سومطرة الغربية (بالإندونيسية: Sumatera Barat)‏، هي إحدى مقاطعات إندونسيا. و عاصمتها بادانغ.

## علم أصول الكلمات
تُعرف سومطرة الغربية باسم بومي مينانجكاباو (أرض مينانجكاباو)، حيث أنها موطن وأصل شعب مينانجكاباو . يأتي اسم مينانجكاباو من كلمتين هما مينانج (فوز) وكاباو (ماشية). يرتبط الاسم بأسطورة مينانجكاباو المعروفة باسم تامبو . يقال من تامبو أنه في وقت ما كانت هناك مملكة أجنبية (تفسر عادة باسم إمبراطورية ماجاباهيت ) جاءت من البحر وستغزو ما يعرف الآن بسومطرة الغربية. لمنع القتال في المنطقة، يقترح السكان المحليون إجراء مسابقة لسباق الماشية مع القوات الأجنبية. ووافقت القوات الأجنبية وأرسلت ماشية كبيرة وعدوانية إلى المسابقة، فيما أرسل المجتمع المحلي عجلاً من الماشية لا يزال يرضع إلى المنافسة. وفي المسابقة، كان عجل الماشية الذي لا يزال يرضع، يعتقد أن الماشية الكبيرة والعدوانية هي الأم. فركض العجل على الفور نحو الماشية الكبيرة والعدوانية ليجد الحليب حتى مزق معدة الماشية الكبيرة. ألهم الانتصار السكان المحليين لاستخدام اسم مينانجكاباو، والذي يأتي من عبارة " مانانج كاباو " (الماشية الفائزة).  قصة تامبو موجودة أيضًا في حكايات Hikayat Raja-raja Pasai والذي يذكر أيضًا أن الانتصار جعل الدولة التي كانت تسمى سابقًا باريانجان تتغير إلى اسم مينانجكاباو .  علاوة على ذلك، فإن استخدام اسم مينانجكاباو يُستخدم أيضًا للإشارة إلى قرية ناجاري ، وهي ناجاري مينانجكاباو ، التي تقع في منطقة سونجايانج، مقاطعة تاناه داتار .
في السجل التاريخي لإمبراطورية ماجاباهيت، Nagarakretagama والتي يرجع تاريخها إلى عام 1365، ذكرت أيضًا اسم مينانجكابوا باعتبارها إحدى دول الملايو التي غزاها ماجاباهيت.  وبالمثل في سجلات مينغ من عام 1405، كان هناك الاسم الملكي مي-نانغ-جي-بو للممالك الست التي أرسلت رسلًا لمواجهة إمبراطور يونغلي في نانجينغ .  من ناحية أخرى، فقد تم أيضًا ذكر اسم مينانج (مملكة مينانغا) نفسها في نقش كيدوكان بوكيت الذي يرجع تاريخه إلى عام 682 والمكتوب باللغة السنسكريتية . جاء في النقش أن مؤسس إمبراطورية سريفيجايا المسمى دابونتا هيانج غادر من مكان يسمى مينانجا .  يشتبه بعض الخبراء الذين يشيرون إلى مصدر النقش في أن كلمات السطر الرابع (... مينانجا ) وكلمات السطر الخامس ( تامفان ...) مدمجة بالفعل، بحيث تصبح مينانجاتامفان ويتم ترجمتها على أنها نقطة التقاء الأنهار التوأم. ومن المفترض أن يشير النهر المزدوج إلى التقاء منابع نهر كامبار ، وهما نهر كامبار كيري ونهر كامبار كانان .  لكن عالم الهنود الهولندي يوهانس جيسبرتوس دي كاسباريس نفى هذه الفرضية، مما أثبت أن التامفان لا علاقة له بـ "نقطة الالتقاء"، لأنه يمكن العثور عليها أيضًا في آثار سريفيجايا الأخرى. 

## تاريخ

### عصر ما قبل التاريخ

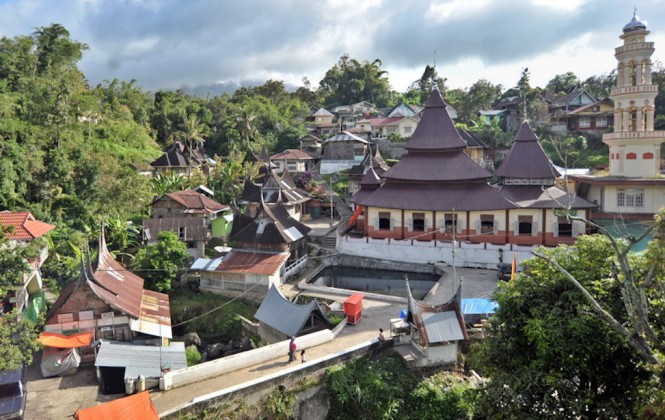
قرية باريانجان، الواقعة على سفوح جبل مارابي ، يقال في الفولكلور إنها أول قرية مينانجكاباو.

ومن قصص التامبو التي انتقلت من جيل إلى جيل، كان أسلاف شعب مينانجكاباو من نسل إسكندر ذو القرنين ( الإسكندر الأكبر ).  قصة تامبو هذه قابلة للمقارنة إلى حد ما مع حوليات الملايو التي تحكي أيضًا كيف أرسل شعب مينانجكاباو ممثليهم ليطلبوا من سانغ سابوربا ، أحد أحفاد إسكندر ذو القرنين، أن يصبح ملكهم. 
مجتمع مينانج هو جزء من مجتمع ديترو-مالاي الذي هاجر من جنوب الصين إلى جزيرة سومطرة منذ حوالي 2500 إلى 2000 عام. تشير التقديرات إلى أن هذه المجموعة المجتمعية دخلت من شرق جزيرة سومطرة، على طول نهر كامبار إلى المرتفعات التي تسمى دارك والتي أصبحت موطنًا لشعب مينانجكاباو.  تشكل بعض هذه المناطق المظلمة نوعًا من الكونفدرالية المعروفة باسم لوهاك ، والتي يشار إليها بعد ذلك باسم لوهاك نان تيجو ، والتي تتكون من لوهاك ليمو بولواه ، ولوهاك أغام ، ولوهاك تاناه داتا . خلال عصر جزر الهند الشرقية الهولندية ، أصبحت منطقة لوهاك منطقة حكومية إقليمية تسمى أفديلينغ ، يرأسها أحد السكان الذي أطلق عليه مجتمع مينانجكاباو اسم توان لوهاك.  في البداية، تم إدراج شعب مينانجكاباو كمجموعة فرعية من الملايو ، ولكن منذ القرن التاسع عشر، بدأ يُنظر إلى شعب مينانجكاباو والملايو على أنهما متميزان، عن ثقافة مينانجكاباو الأمومية التي استمرت مقارنة بالثقافة الأبوية التي تبناها شعب مينانجكاباو. المجتمع الماليزي بشكل عام. 

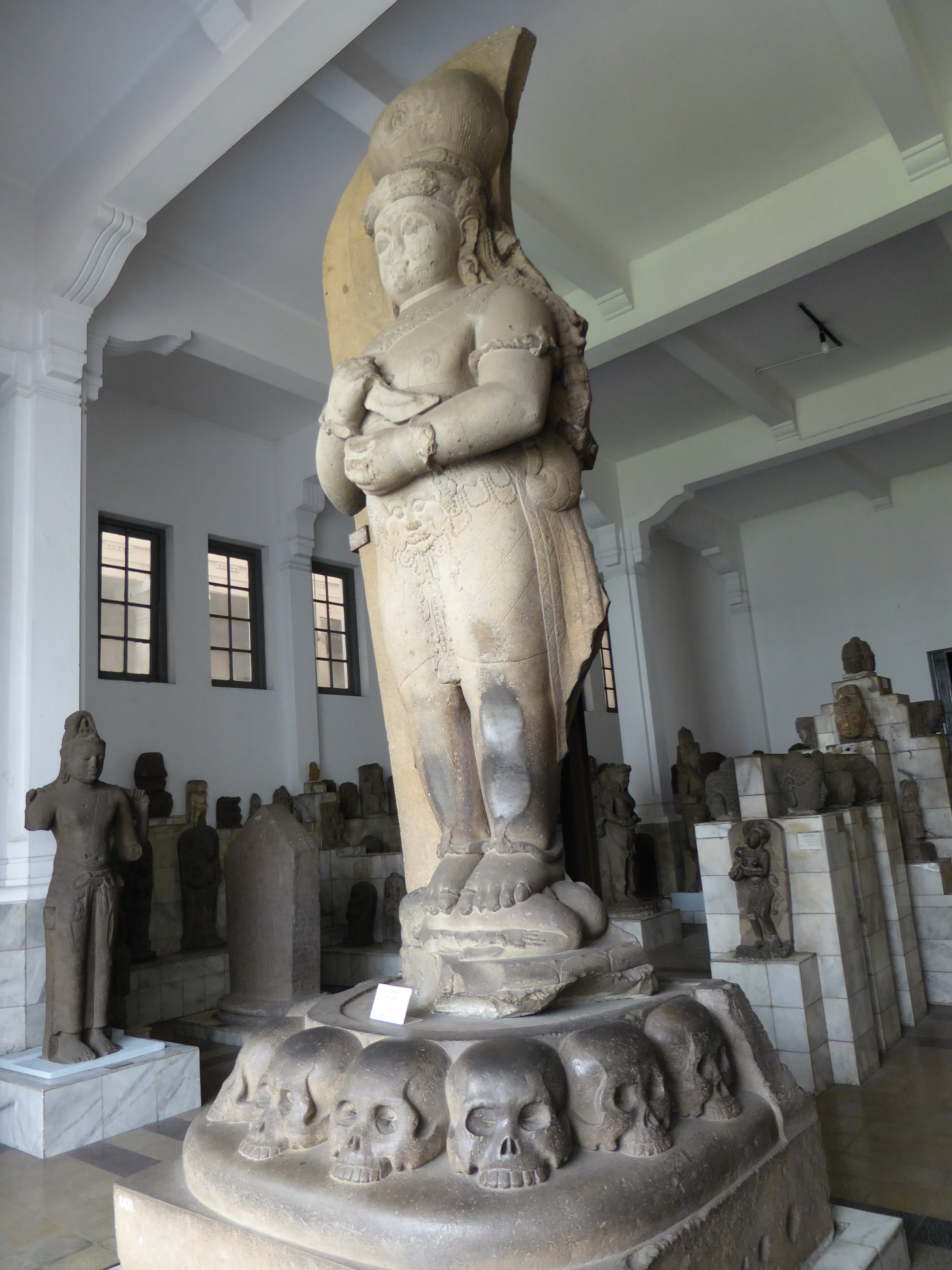
تمثال يعتقد أنه لأديتياوارمان ، مؤسس مملكة مينانجكاباو.

وفقًا لمينانجكاباو تامبو ، في الفترة ما بين القرن الأول إلى القرن السادس عشر، قامت العديد من الممالك الصغيرة على ما يعرف الآن بغرب سومطرة. وشملت هذه الممالك كونتو، كانديس، سيجونتور، باسومايان كوتو باتو، باتو باتاه، سونغاي باغو، إنديرابورا، جامبو ليبو، تاراجوانغ، دوسون تو، بونغو سيتانغكاي، تالو، كينالي، باريت باتو، بولاو بونجونجاند. كانت هذه الممالك قصيرة العمر، وعادةً ما كانت تحت تأثير الممالك الأكبر، مثل ملايو وPagaruyung.
من المقدر أن مملكة الملايو ظهرت في عام 645 ويعتقد أنها تقع في الروافد العليا لنهر باتانج هاري . بناءً على نقش كيدوكان بوكيت ، تم غزو هذه المملكة من قبل سريفيجايا في عام 682. ثم ظهرت مرة أخرى في عام 1183 بناءً على نقش غراهي في كمبوديا، ثم سجل نيجاركيرتاغاما وباراراتون وجود مملكة الملايو التي كانت عاصمتها دارماسرايا . ظهرت حملة عسكرية إلى غرب سومطرة تسمى بامالايو في 1275-1293 تحت قيادة كيبو أنابرانج من مملكة سينجاساري . بعد استسلام المملكة المسجلة على أموغاباسا المنحوتة على نقش بادانج روكو ، عاد البامالايو إلى جاوة مع بنات الملك دارماسرايا، دارا بيتاك ودارا جينغا . دارا بيتاك كانت متزوجة من رادين ويجايا ، ملك ماجاباهيت ، وكذلك وريث مملكة سينغاساري، بينما كانت دارا جينجا متزوجة من أدوايوارمان . ولد Jayanagara من زواج Raden Wijaya و Dara Petak، الذي سيصبح الملك الثاني لماجاباهيت، بينما ولد Adityawarman من زواج Dara Jingga و Adwayawarman؛ أصبح فيما بعد ملكًا لمملكة باجارويونج .
ظهر التأثير الهندوسي البوذي في غرب سومطرة في القرن الثالث عشر تقريبًا، وبدأ أثناء حملة بامالايو التي قام بها كيرتاناجارا ، ولاحقًا في عهد أديتياوارمان وابنه أنانغاوارمان .  كانت مملكة Adityawarman تتمتع بالقوة للسيطرة على منطقة سومطرة الوسطى والمناطق المحيطة بها.  تم إثبات ذلك من خلال لقب Maharajadiraja الذي كان يحمله Adityawarman والمسجل على الجزء الخلفي من نحت Amoghapasa، الموجود في الروافد العليا لنهر Batang Hari (الآن جزء من Dharmasraya Regency ). ذكر نقش باتوسانغكار أنانغاوارمان باعتباره يوفاراجا يؤدي طقوس تانتريس التعليمية من البوذية والتي تسمى هيفاجرا وهي مراسم نقل السلطة من أديتياوارمان إلى ولي عهده، ويمكن أن يعزى هذا إلى التاريخ الصيني لعام 1377 حول سان فو-تس. لقد أرسلت رسالة إلى إمبراطور الصين لأطلب الاعتراف به كحاكم لمنطقة سان فو تسي .  لا تزال بعض المناطق الداخلية في وسط سومطرة متأثرة بالبوذية، وهو ما يتضح في معبد بادانجروكو ومعبد بادانجلاواس ومعبد موارا تاكوس ، وهي المناطق التي كانت في السابق جزءًا من أراضي أديتياوارمان.  في حين أن الأتباع المتدينين المسجلين إلى جانب Adityawarman، هم كوبلاي خان والملك كيرتانيجارا من سينجاساري . 

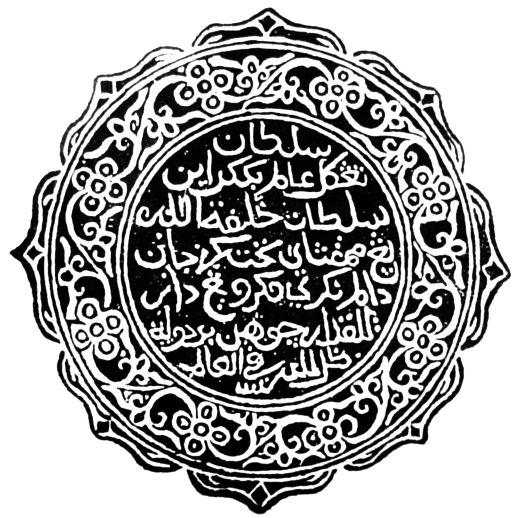
ختم مينانجكاباو الملكي من القرن التاسع عشر، مكتوب بالخط الجاوي

لم يكن لانتشار الإسلام بعد نهاية القرن الرابع عشر تأثير يذكر، خاصة فيما يتعلق بنظام الأبوة، وأعطى ظاهرة جديدة نسبيًا للناس في المناطق الداخلية من مينانجكاباو. في بداية القرن السادس عشر، سجل كتاب سوما الشرقي ، المكتوب بين عامي 1513 و1515، ملوك مينانجكاباو الثلاثة، وكان واحد منهم فقط قد اعتنق الإسلام منذ 15 عامًا.  تطور تأثير الإسلام في باغارويونغ في القرن السادس عشر تقريبًا، وتحديدًا من خلال الرحالة والمعلمين الدينيين الذين توقفوا أو جاءوا من آتشيه ومالاكا . أحد علماء آتشيه المشهورين، عبد الرؤوف السنكلي ، كان رجل دين يُعتقد أنه أول من نشر الإسلام في باغارويونغ. بحلول القرن السابع عشر، حولت مملكة باغارويونغ نفسها إلى سلطنة إسلامية. كان السلطان أليف أول ملك إسلامي في ثقافة مينانجكاباو التقليدية. 
ومع دخول الإسلام بدأ استبدال القواعد العرفية المخالفة لتعاليم الإسلام بالشريعة الإسلامية. هناك مثل مخصص مشهور في مينانجكاباو، " Adat basandi syarak، syarak basandi Kitaballah "، وهو ما يعني أن عادات مينانجكاباو مبنية على الإسلام، في حين أن الإسلام يعتمد على القرآن . ولكن في بعض الحالات، تم الحفاظ على العديد من أنظمة وأساليب العادات مما تسبب في اندلاع الحرب الأهلية المعروفة باسم حرب بادري . كانت الحرب في البداية بين العلماء والأادات ، وهم نبلاء مينانجكاباو والزعماء التقليديين؛ وفي وقت لاحق، شارك الهولنديون في الحرب. 
كان للإسلام أيضًا تأثير على نظام حكومة مملكة باغارويونغ مع إضافة عناصر حكومية مثل توان قاضي والعديد من المصطلحات الأخرى المتعلقة بالإسلام. إن تسمية منطقة سومبور قدوس، التي تحتوي على الكلمات المشتقة من كلمة قدوس (مقدس) كمقر راجو عبادات ، وليمو كاوم التي تحتوي على كلمة قوم ، هي تأثير من اللغة العربية أو الإسلام. بالإضافة إلى ذلك، في العادات ، مصطلح إمام ، كاتيك ( خطيب )، بلال (بلال)، مالين (معلم)، وهو بديل للمصطلحات الهندوسية والبوذية المستخدمة سابقا، مثل مصطلح بانديتو (كاهن)، أيضا يبدو.

### الحقبة الاستعمارية

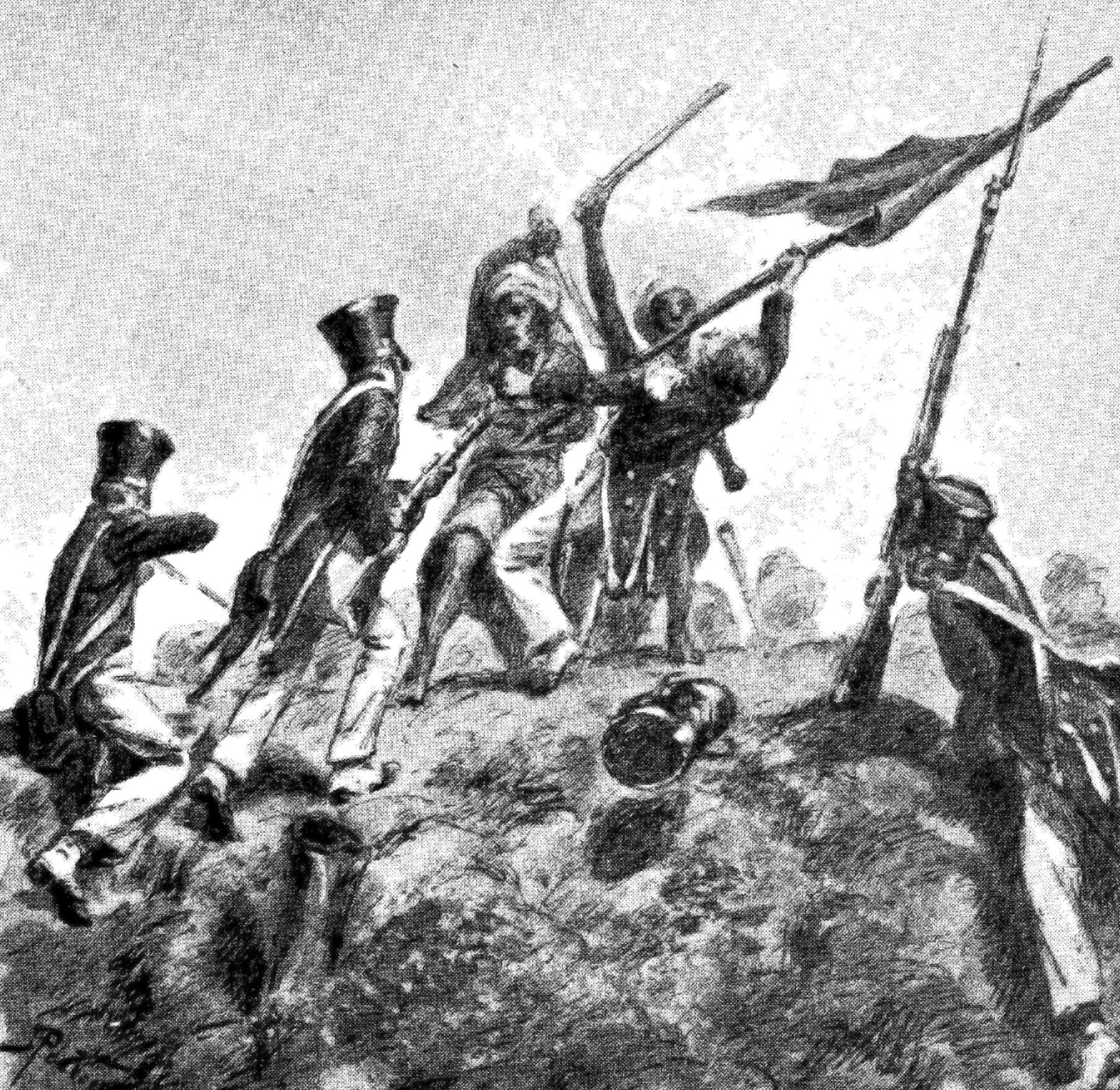
القوات الهولندية تتجه نحو موقع مينانجكاباو خلال حرب بادري

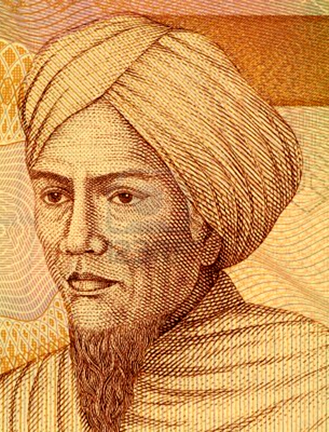
كان توانكو إمام بونجول أحد قادة حركة بادري خلال حرب بادري. في النهاية تم القبض عليه من قبل الهولنديين وتم نفيه إلى سيليبس

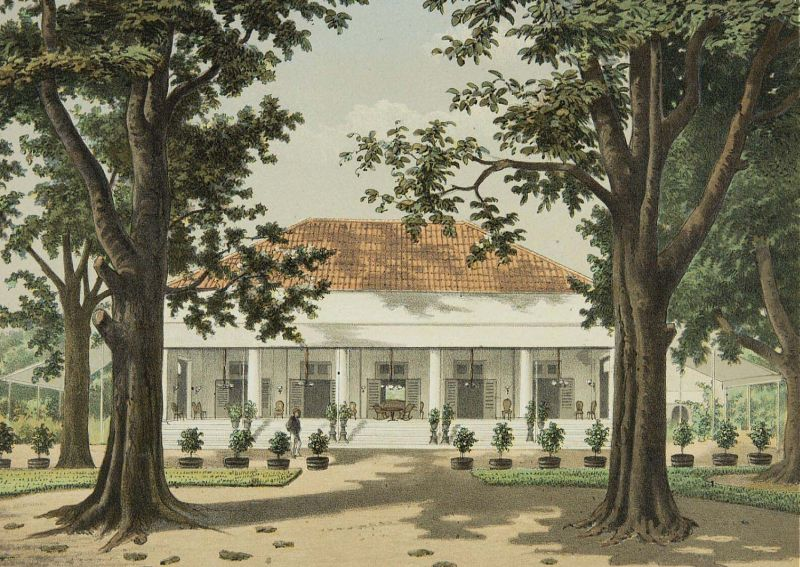
مقر إقامة حاكم ويستكوست فان سومطرة

في بداية القرن السابع عشر، اضطرت مملكة باغارويونغ إلى الاعتراف بسيادة سلطنة آتشيه ، والاعتراف بحكام آتشيه المعينين على الساحل الغربي لسومطرة.  ولكن في حوالي عام 1665، تمرد شعب مينانجكاباو على الساحل الغربي ضد حاكم آتشيه. من خطاب حاكم مينانجكاباو، قدم راجا باجارويونج طلبًا إلى شركة الهند الشرقية الهولندية (VOC)، واغتنمت شركة الهند الشرقية الهولندية في ذلك الوقت الفرصة لإنهاء احتكار آتشيه للذهب والفلفل.  علاوة على ذلك، أرسلت شركة VOC من خلال الوصي عليها في بادانج ، جاكوب بيتس، الذي شملت أراضيه من كوتاوان في الجنوب إلى باروس في الشمال، خطابًا بتاريخ 9 أكتوبر 1668 موجهًا إلى السلطان الأحمد، إسكندر ذو القرنين، حاكم مينانجكاباو الثري. بالذهب، قيل أن شركة VOC تسيطر على منطقة الساحل الغربي بحيث يمكن إعادة تدفق تجارة الذهب عبر الساحل. وفقًا للسجلات الهولندية، توفي السلطان أحمدشاه عام 1674 وحل محله ابنه السلطان إندرماشاه.   عندما نجحت المركبات العضوية المتطايرة في طرد سلطنة آتشيه من ساحل غرب سومطرة في عام 1666، ضعف تأثير آتشيه على باغارويونغ.  أصبحت العلاقة بين المناطق الخارجية والساحل مع مملكة باجارويونج أقرب. في ذلك الوقت كانت باغارويونغ أحد المراكز التجارية في جزيرة سومطرة، وبسبب إنتاجها للذهب، جذبت انتباه الهولنديين والبريطانيين لإقامة علاقات مع باغارويونغ. يُسجل أنه في عام 1684، قام مستكشف برتغالي يُدعى توماس دياس بزيارة إلى باغارويونغ بناءً على طلب الحاكم العام الهولندي في ملقا . 
حوالي عام 1750 بدأت مملكة باجارويونج تكره وجود المركبات العضوية المتطايرة في بادانج وحاولت ذات مرة إقناع البريطانيين الذين كانوا في بنجكولو بطرد الهولنديين من المنطقة وهو الأمر الذي لم يستجب له البريطانيون.  لكن في عام 1781، تمكن البريطانيون من السيطرة على بادانج لفترة قصيرة من الزمن، وهنأ رسل من باجارويونج نجاح البريطانيين في طرد الهولنديين من بادانج.   لطالما اعتبرت أرض مينانجكاباو غنية بالذهب، وفي ذلك الوقت تم تقسيم سلطة ملك مينانجكاباو إلى الملك سورواسو وملك سونغاي طرب بنفس القوة.  في وقت سابق من عام 1732، لاحظ الوصي على عرش المركبات العضوية المتطايرة في بادانج أن هناك ملكة تدعى يانغ ديبرتوان بوتي جميلان أرسلت رماحًا وسيوفًا مصنوعة من الذهب، كدليل على تنصيبها حاكمة للأرض.  بينما نجح الهولنديون والبريطانيون في الوصول إلى المناطق الداخلية من منطقة مينانجكاباو، إلا أنهم لم يعثروا أبدًا على احتياطيات كبيرة من الذهب في المنطقة. 
ونتيجة للصراع بين البريطانيين والفرنسيين في الحروب النابليونية حيث كان الهولنديون إلى الجانب الفرنسي، حارب البريطانيون الهولنديين ونجحوا مرة أخرى في السيطرة على ساحل غرب سومطرة بين عامي 1795 و1819. قام الحاكم البريطاني توماس ستامفورد رافلز بزيارة باغارويونغ في عام 1818، عندما بدأت حرب بادري . في ذلك الوقت اكتشف رافلز أن عاصمة المملكة قد احترقت بسبب الحرب.  بعد توقيع اتفاقية السلام بين البريطانيين وهولندا في عام 1814، عاد الهولنديون إلى بادانج في مايو 1819. أعاد الهولنديون تأكيد نفوذهم على جزيرة سومطرة وباجارويونج، بتوقيع المعاهدة الأنجلو هولندية عام 1824 . كانت قوة ملك باجارويونغ ضعيفة للغاية في الأيام التي سبقت حرب بادري، على الرغم من أن الملك كان لا يزال يحظى باحترام رعاياه. سقطت المناطق الواقعة على الساحل الغربي تحت تأثير آتشيه، بينما أصبحت إنديرابورا على الساحل الجنوبي عمليًا مملكة مستقلة على الرغم من أنها كانت لا تزال رسميًا تحت حكم ملك باجارويونج.
في أوائل القرن التاسع عشر اندلع صراع بين البادري والعادات . وفي عدة مفاوضات لم يكن هناك اتفاق بينهما. كانت مملكة باغارويونغ في حالة اضطراب، وكانت الحرب في ذروتها عندما هاجم البادري بقيادة توانكو باسامان باغارويونغ في عام 1815. أُجبر السلطان عاريفين مونينجشاه على التنازل عن العرش والهروب من العاصمة الملكية إلى لوبوك جامبي.   تحت ضغط من بادري، طلبت عائلة باغارويونغ الملكية المساعدة من الهولنديين، وقبل ذلك قاموا بالدبلوماسية مع البريطانيين عندما زار رافلز باغارويونغ ووعدهم بالمساعدة.  في 10 فبراير 1821، وقع السلطان تانجكال علام باغاغارشاه، ابن شقيق السلطان أريفين مونينجشاه، في بادانج مع 19 من الزعماء التقليديين الآخرين اتفاقية مع الهولنديين للتعاون في محاربة البادري، على الرغم من أنه لم يكن يحق له عقد اتفاق. نيابة عن مملكة باجارويونج.   ونتيجة لهذه الاتفاقية اعتبرتها هولندا علامة على استسلام مملكة باجارويونغ للحكومة الهولندية.  بعد أن استولى الهولنديون على باغارويونغ من بادري، في عام 1824 بناءً على طلب المقدم راف، عاد السلطان أريفين مونينغشاه إلى باغارويونغ، ولكن في عام 1825، توفي السلطان أريفين مونينغشاه، آخر ملوك مينانغكاباو، ودُفن لاحقًا في باغارويونغ.  من ناحية أخرى، أراد السلطان تانغكال علام باغاغارشاه أن يتم الاعتراف به كملك باغارويونغ، لكن حكومة جزر الهند الشرقية الهولندية حدت من سلطته وعينته فقط وصيًا على تاناه داتار.  وبسبب هذه السياسة شجعت السلطان تانجكال علم باغاغار على البدء في التفكير في طرد الهولنديين من المنطقة. 
بعد الخروج منتصرين من حرب ديبونيجورو في جاوة، حاول الهولنديون بعد ذلك احتلال بادري بشحنات من الجنود من جاوة ومادورا وسيليبس وجزر الملوك .  لكن الطموحات الاستعمارية الهولندية دفعت آل عادات وبادري إلى نسيان خلافاتهم سراً لإبعاد الهولنديين. في 2 مايو 1833، تم القبض على السلطان تانغكال علم باغاغار من قبل المقدم إيلوت في باتوسانغكار بتهمة الخيانة. تم نفيه إلى باتافيا (جاكرتا حاليًا) حتى وفاته، ودُفن في مقبرة مانجا دوا.  بعد السقوط، ظل تأثير ومكانة مملكة باجارويونج مرتفعًا، خاصة بين شعب مينانجكاباو الذين كانوا في الخارج. تمت دعوة أحد ورثة باجارويونغ الملكيين ليصبح حاكمًا في كوانتان ، ماليزيا.  وبالمثل عندما كان رافلز لا يزال في الخدمة في شبه جزيرة الملايو ، التقى بأقارب باغارويونغ الذين كانوا في نيجيري سمبيلان ، وكان رافلز ينوي تعيين يانغ ديبرتوان علي ألمشاه الذي اعتبره السليل المباشر لملوك مينانجكاباو ملكًا تحت الحماية البريطانية.  بعد انتهاء حرب بادري، طلب توان جادانج من باتيبوه من حكومة جزر الهند الشرقية الهولندية منح منصب أعلى من منصب وصي تاناه داتار الذي شغله بعد استبدال السلطان تانغكال علام باغاغار، لكن هذا الطلب رفض من قبل الهولنديين، هذا شمل لاحقًا أحد دوافع اندلاع تمرد عام 1841 في باتيبوه بالإضافة إلى مشكلة الثقافة .  
نشأ اسم غرب سومطرة في عصر شركة
شركة الهند الشرقية الهولندية (VOC)، حيث كانت تسمية منطقة الساحل الغربي لسومطرة هي Westkust في Hoofdcomptoir van Sumatra .
ثم مع تعزيز النفوذ السياسي والاقتصادي للمركبات العضوية المتطايرة، حتى القرن الثامن عشر، شملت هذه المنطقة الإدارية الساحل الغربي لسومطرة من باروس إلى إنديرابورا .  مع سقوط مملكة باجارويونج، وتورط الهولنديين في حرب بادري، بدأت حكومة جزر الهند الشرقية الهولندية في جعل المناطق الداخلية من مينانجكاباو جزءًا من باكس نيديرلانديكا ، وهي منطقة تحت الإشراف الهولندي، وتم ضم منطقة مينانجكاباو مقسمة إلى Residentie Padangsche Benedenlanden و Residentie Padangsche Bovenlanden .  علاوة على ذلك، في إطار تطوير الإدارة الاستعمارية لجزر الهند الشرقية الهولندية، تم دمج هذه المنطقة في منطقة Westkust التابعة لحكومة سومطرة ، بما في ذلك منطقة Residentie Bengkulu التي استسلمت للتو من قبل البريطانيين للهولنديين. ثم توسعت مرة أخرى من خلال تضمين Tapanuli و Singkil . ولكن في عام 1905، تمت ترقية وضع تابانولي إلى Residentie Tapanuli ، في حين تم منح منطقة Singkil إلى Residentie آتشيه . ثم في عام 1914، تم تخفيض رتبة Westkust التابعة لحكومة سومطرة إلى Westkust في Residentie Sumatra ، وأضافت منطقة جزر مينتاواي في المحيط الهندي إلى Westkust في Residentie Sumatra، وفي عام 1935 تم دمج منطقة Kerinci أيضًا في Westkust في Residentie Sumatra. بعد انهيار منطقة أوستكوست التابعة لحكومة سومطرة ، تم منح منطقتي روكان هولو وكوانتان سينجينجي إلى ريزيدنتي ريو ، كما تم تشكيل ريزيدنتي جامبي أيضًا في نفس الفترة تقريبًا. 

### الاحتلال الياباني والاستقلال
أثناء ال الاحتلال الياباني ، غيرت Westkust في Residentie Sumatra اسمها إلى Sumatora Nishi Kaigan Shu . على أساس جيواستراتيجية عسكرية، تم فصل منطقة كامبار عن منطقة سوماتورا نيشي كايغان شو وتم دمجها في أراضي ريو شو .
في بداية استقلال إندونيسيا في عام 1945، تم دمج منطقة سومطرة الغربية في مقاطعة سومطرة ومقرها بوكيتنغي . وبعد أربع سنوات، تم تقسيم مقاطعة سومطرة إلى ثلاث مقاطعات: سومطرة الشمالية ،وسومطرة الوسطى ، و سومطرة الجنوبية . كانت سومطرة الغربية ورياو وجامبي جزءًا من الإقامة داخل مقاطعة سومطرة الوسطى. خلال تمرد PRRI ، بناءً على قانون الطوارئ رقم 19 لعام 1957، تم تقسيم مقاطعة سومطرة الوسطى إلى ثلاث مقاطعات: مقاطعة سومطرة الغربية، مقاطعة رياو، ومقاطعة جامبي. تم دمج منطقة كيرينشي التي كانت قد تم دمجها سابقًا في مقاطعة كيرينسي بجنوب سومطرة، في مقاطعة جامبي باعتبارها مقاطعة منفصلة. وبالمثل، تم تحديد مناطق كامبار وروكان هولو وكوانتان سينجينجي كجزء من مقاطعة رياو.
تاريخياً كان للشيوعية في سومطرة تأثير على السياسة والمجتمع في سومطرة . وقد تم الاستشهاد ببادانج وباريامان وسيلونجكانج وساواه لونتو وألاهان بانجانج وسوليكي من غرب سومطرة كمناطق كانت نشطة بشكل خاص في الشيوعية.  أثناء تمرد PRRI، اعتقل المتمردون النشطاء اليساريين ووضعوهم في معسكرات اعتقال في غرب سومطرة. تم اعتقال كوادر الحزب الشيوعي الإندونيسي في سيتوجوه وسوليكي، بينما تم اعتقال أتباع حزب موربا الشيوعي الوطني وجماعات أخرى في معسكر موارا لابوه.  بالمناسبة، كان الحاج عبد الله أحمد ، وهو زعيم ديني ومناهض للشيوعية، من مرتفعات مينانجكاباو ، حيث كانت الشيوعية نشطة.  حدثت أيضًا أمثلة عديدة على الاستياء ضد الشيوعية، على سبيل المثال خلال عمليات القتل الإندونيسية في 1965-1966 ، أثارت حركات واضعي اليد التي نظمها الحزب الشيوعي الإندونيسي وحملاتهم ضد الشركات الأجنبية في مزارع سومطرة عمليات انتقامية سريعة ضد الشيوعيين.  واستمر القمع ضد أعضاء الحزب الشيوعي الإندونيسي والمتعاطفين معه لعدة سنوات. في أواخر عام 1976، حدثت عمليات تسريح جماعي للأعضاء السابقين في اتحاد عمال المزارع الشيوعي (أعضاء ساربوبري ) في سومطرة، وهي إجراءات مدفوعة بالماضي الشيوعي لهؤلاء الأفراد.

## جغرافية
تقع غرب سومطرة في منتصف الساحل الغربي لجزيرة سومطرة ، وتبلغ مساحتها 42,119.54 كم 2 . تشمل المعالم الجغرافية السهول والمرتفعات البركانية الجبلية التي تشكلها سلسلة جبال باريسان التي تمتد من الشمال الغربي إلى الجنوب الشرقي، وأرخبيل جزيرة بعيد عن الشاطئ يسمى جزر مينتاواي . يواجه ساحل غرب سومطرة المحيط الهندي ويمتد 375 كم من مقاطعة سومطرة الشمالية في الشمال الغربي إلى بنجكولو في الجنوب الشرقي. تشمل بحيرات غرب سومطرة مانينجاو (99.5 كم 2 )، سينغكاراك (130.1 كم 2 ) دياتاس (31.5 كم 2 ) ديباوة (14.0 كم 2 )، تالانج (5.0 كم 2 ). أنهار غرب سومطرة تشمل: كورانجي ، أناي ، أومبيلين ، سوليكي ، أغام ، سينامار ، أراو . تشمل الجبال والبراكين في غرب سومطرة: كيرينسي (3805 م)، مارابي (2891 م)، ساجو (2271 م)، سينجالانج (2877 م)، تالاكماو (2912 م)، تالانج (2572 م)، تانديكات (2438 م). .
تُعد منطقة سومطرة الغربية إحدى المناطق المعرضة للزلازل في إندونيسيا، نظرًا لموقعها في اللوح التكتوني الواقع بين التقاء الصفائح القارية الكبرى ( الصفيحة الأوراسية والصفيحة الهندية الأسترالية ) والصدع السومطري الكبير ،  بالإضافة إلى نشاط البراكين النشطة. الزلازل الكبيرة التي حدثت مؤخرًا في زلزال غرب سومطرة كانت زلزال سومطرة 2009 وزلزال مينتاواي وتسونامي 2010 . تأثرت المنطقة أيضًا بتسونامي المحيط الهندي عام 2004 .

### مناخ
تتمتع هذه المنطقة بمناخ الرياح الموسمية الاستوائية ، على غرار معظم المقاطعات الإندونيسية الأخرى. تتأثر المحافظة طوال العام بموسمين فقط، هما موسم الأمطار وموسم الجفاف. تتراوح درجة حرارة الهواء من 24.7 إلى 32.9 درجة مئوية، وتتراوح مستويات رطوبة الهواء من 82% إلى 88%. يقع موسم الأمطار النسبي من أكتوبر إلى أبريل. ويتراوح التباين في هطول الأمطار من 2100 ملم إلى 3264 مم. شهر ديسمبر هو الشهر الأكثر هطولًا للأمطار. بينما يبدأ موسم الجفاف عادة في الفترة من يونيو إلى سبتمبر.
يشبه الموسم في غرب سومطرة المناطق الأخرى في إندونيسيا، فهو معروف بموسمين فقط، وهما موسم الجفاف وموسم الأمطار. من يونيو إلى سبتمبر تتدفق الرياح من أستراليا ولا تحتوي على الكثير من بخار الماء، مما يؤدي إلى موسم الجفاف. وعلى العكس من ذلك، في الفترة من ديسمبر إلى مارس، تحتوي العديد من تيارات الرياح على بخار الماء من آسيا والمحيط الهادئ خلال موسم الأمطار. وتحدث مثل هذه الظروف كل نصف عام بعد مرور الفترة الانتقالية بين أبريل ومايو وأكتوبر ونوفمبر.

تعد مدينة بادانج واحدة من أكثر المدن رطوبة في إندونيسيا، حيث تتكرر هطول الأمطار على مدار العام.
| البيانات المناخية لـ{{{location}}} | البيانات المناخية لـ{{{location}}} | البيانات المناخية لـ{{{location}}} | البيانات المناخية لـ{{{location}}} | البيانات المناخية لـ{{{location}}} | البيانات المناخية لـ{{{location}}} | البيانات المناخية لـ{{{location}}} | البيانات المناخية لـ{{{location}}} | البيانات المناخية لـ{{{location}}} | البيانات المناخية لـ{{{location}}} | البيانات المناخية لـ{{{location}}} | البيانات المناخية لـ{{{location}}} | البيانات المناخية لـ{{{location}}} | البيانات المناخية لـ{{{location}}} |
| الشهر                              | يناير                              | فبراير                             | مارس                               | أبريل                              | مايو                               | يونيو                              | يوليو                              | أغسطس                              | سبتمبر                             | أكتوبر                             | نوفمبر                             | ديسمبر                             | المعدل السنوي                      |
| ---------------------------------- | ---------------------------------- | ---------------------------------- | ---------------------------------- | ---------------------------------- | ---------------------------------- | ---------------------------------- | ---------------------------------- | ---------------------------------- | ---------------------------------- | ---------------------------------- | ---------------------------------- | ---------------------------------- | ---------------------------------- |
| [بحاجة لمصدر]                      |                                    |                                    |                                    |                                    |                                    |                                    |                                    |                                    |                                    |                                    |                                    |                                    |                                    |

كما هو الحال في معظم مقاطعات إندونيسيا الأخرى، يتمتع غرب سومطرة بمناخ الغابات المطيرة الاستوائية ( تصنيف مناخ كوبن Af ) على حدود مناخ الرياح الموسمية الاستوائية. يعتمد المناخ إلى حد كبير على البحر المحيط ونظام الرياح السائد. تتميز بمتوسط درجات حرارة مرتفع ومتوسط هطول أمطار مرتفع.

### النباتات والحيوانات
تضم المقاطعة مساحات واسعة من الغابات الاستوائية الكثيفة، والتي تعد موطنًا لمجموعة من الأنواع بما في ذلك: رافليسيا أرنولدي (أكبر زهرة في العالم)، النمر السومطري ، سيامانغ ، التابير الماليزي ، سيرو سومطرة ، غزال الروسا ، دب الشمس الماليزي ، نمر بورنيو الغائم ، والعديد من الطيور والفراشات.
تضم المحافظة حديقتين وطنيتين: حديقة سيبيروت الوطنية ، وحديقة كيرنسي سيبلات الوطنية ، بالإضافة إلى عدد من المحميات الطبيعية: محمية ريمبو بانتي الطبيعية، محمية باتانج بالوبوه الطبيعية، محمية ليمباه أناي الطبيعية، محمية ليمباه هاراو الطبيعية، حديقة غابة بونج هاتا الكبرى. ومحمية بيرينجين ساكتي الطبيعية.

## حكومة
يرأس مقاطعة سومطرة الغربية حاكم يتم انتخابه مباشرة مع ممثله لمدة 5 سنوات. بالإضافة إلى كونه حكومة إقليمية، يعمل المحافظ أيضًا كممثل أو امتداد للحكومة المركزية في الإقليم، والتي ينظم سلطتها القانون رقم 32 لسنة 2004 واللائحة الحكومية رقم 19 لسنة 2010.
في حين أن العلاقة بين حكومة المقاطعة وحكومات المقاطعات والمدن ليست تابعة، فإن كل من هذه الحكومات الإقليمية تحكم وتدير شؤون الحكومة وفقًا لمبدأ الحكم الذاتي والإدارة المشتركة.

### ناجاري

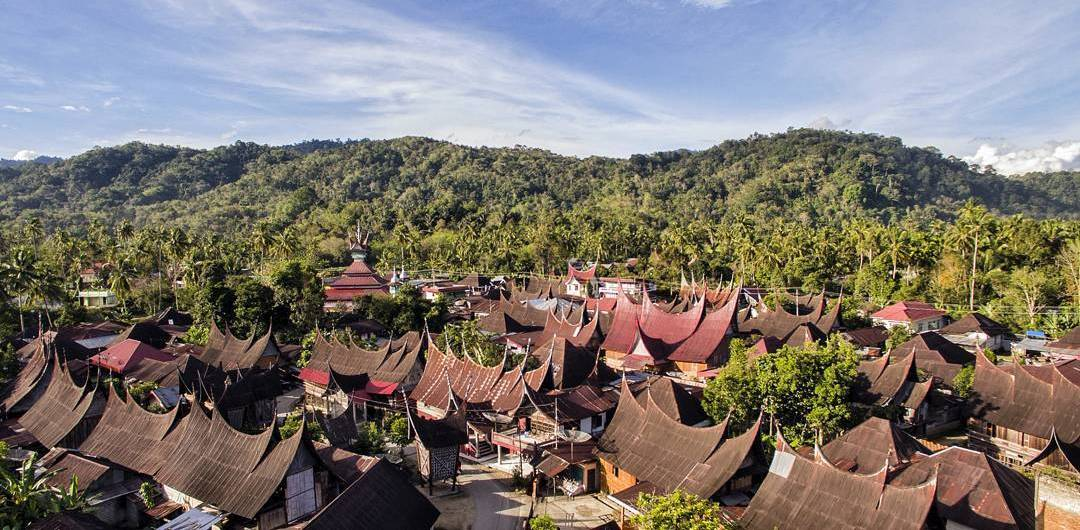
مستوطنة مينانجكاباو في ناجاري كوتو بارو، المعروفة الآن باسم سيريبو روماه جادانج.

حتى عام 1979، كانت أصغر وحدة إدارية في غرب سومطرة تسمى ناجاري (nagari)، والتي كانت موجودة قبل استقلال إندونيسيا . ومع صدور القانون رقم 5 لعام 1979 بشأن إدارة القرى، تم إلغاء وضع النجاري واستبداله بالقرى، كما تمت ترقية العديد من أوضاع الجورونج إلى قرى. تمت إزالة منصب الأوصياء النجاريين أيضًا وتم تنفيذ الإدارة الحكومية من قبل رؤساء القرى. ولكن منذ بداية الإصلاح الحكومي والحكم الذاتي الإقليمي، منذ عام 2001، تم استخدام مصطلح ناجاري مرة أخرى في هذه المقاطعة.
إن الثقافة السياسية التي عاشتها حكومة قرية سومطرة الغربية منذ سياسة التوحيد (القانون رقم 5 لعام 1979) تم تطبيقها على الثقافة السياسية الضيقة. ويظهر هذا الشرط من خلال نظام السلطة ونظام الحكم وشروط الحاكم ودور الحاكم في حكومة القرية.
بدأ نظام القرابة في تطوير الثقافة السياسية المشاركة بالتحول، من حيث مستوى الحساسية، وشكل التسامح في القرابة، ودور الأقدمية في القرابة. وهذا يعني عدم وجود التكاتف في نظام قوة القرابة.
حكومة ناجاري هي هيكل حكومي مستقل، ولها منطقة واضحة وتلتزم بالعادات كمنظم لحياة أعضائها. استبدلت الوصاية مصطلح حكومة القرية الذي تم استخدامه سابقًا. في حين أن النجاري في نظام حكومة المدينة لا يزال بمثابة مؤسسة تقليدية، فإنه لم يصبح جزءًا من هيكل الحكومة الإقليمية.
الفرص التي تحدث في حكومة القرية هي ظهور النمو الاقتصادي الفردي. وهذا الوضع هو نتيجة الاعتماد على الحكومة المركزية، مما يؤدي إلى عدم الاستقلال. وهذا الشرط يمكن أن يضعف مرونة مجال الاقتصاد نفسه. ومع ذلك، تحاول قرى غرب سومطرة الآن بذل الجهود لتسهيل السياسات السياسية لحكومة القرية أو منذ التبادل مرة أخرى إلى الناجاري، أي تغيير الهيكل والعملية بين الهياكل الحكومية القروية بموجب القانون رقم 5 لعام 1979. 
كان Nagari في البداية يقوده الأمراء أو داتوك بشكل مشترك في Nagari ، ثم خلال حكومة جزر الهند الشرقية الهولندية تم اختيار أحد الأمراء ليصبح وصيًا على Nagari. ثم في إدارة الحكومة، يتم مساعدة الأوصياء النجاريين من قبل عدد من الأوصياء الجورونج أو الجورونج، ولكن يساعدهم الآن سكرتير الناجاريين وموظفي الخدمة المدنية اعتمادًا على احتياجات كل نجاري . تم اختيار هذا الوصي الناجاري من قبل أناك ناجاري (سكان ناجاري) ديمقراطيًا في انتخابات مباشرة لمدة 6 سنوات في منصبه.

### التقسيمات الإدارية
تنقسم مقاطعة سومطرة الغربية إلى اثنتي عشرة منطقة وسبع مدن ذاتية الحكم، والتي تقع خارج أي منطقة. المناطق والمدن مدرجة أدناه مع مناطقها وعدد سكانها في تعداد 2010  وتعداد 2020،  بالإضافة إلى التقديرات الرسمية حتى منتصف عام 2022. 
| كود الولاية | اسم المدينة أو منطقة  | ريجنسي عاصمة         | منطقة في كم 2 | سكان 2010 التعداد | سكان 2020 التعداد | سكان منتصف عام 2022 تقدير |
| ----------- | --------------------- | -------------------- | ------------- | ----------------- | ----------------- | ------------------------- |
| 13.71       | مدينة بادانج          | مدينة بادانج         | 694٫34        | 833٬562           | 909٬040           | 919٬145                   |
|             | مدينة سولوك           | مدينة سولوك          | 58٫72         | 59٬396            | 73٬438            | 75٬850                    |
|             | مدينة سواهلونتو       | مدينة سواهلونتو      | 231٫95        | 56٬866            | 65٬138            | 66٬413                    |
|             | مدينة بادانج بانجانج  | مدينة بادانج بانجانج | 23٫56         | 47٬008            | 56٬311            | 57٬850                    |
| 13.75       | مدينة بوكيتنغي        | مدينة بوكيتنغي       | 24٫17         | 111٬312           | 121٬028           | 122٬311                   |
| 13.76       | مدينة باياكومبوه      | مدينة باياكومبوه     | 74٫55         | 116٬825           | 139٬576           | 143٬325                   |
|             | مدينة باريامان        | مدينة باريامان       | 64٫77         | 79٬043            | 94٬224            | 96٬719                    |
| 13.01       | منطقه بيسيسير سيلاتان | بينان                | 6٬045٫65      | 429٬246           | 504٬418           | 516٬518                   |
| 13.02       | منطقه سولوك           | آرو سوكا             | 3٬590٫40      | 348٬566           | 391٬497           | 397٬829                   |
| 13.03       | منطقه سيجونجونج       | موارو سيجونجونج      | 3٬150٫58      | 201٬823           | 235٬045           | 240٬317                   |
| 13.04       | منطقه تاناه داتار     | باتوسانجكار          | 1٬377٫19      | 338٬494           | 371٬704           | 376٬276                   |
| 13.05       | منطقه بادانج باريامان | باريت مالينتانج      | 1٬342٫27      | 391٬056           | 430٬626           | 436٬129                   |
| 13.06       | منطقة أجام            | لوبوك باسونج         | 2٬226٫27      | 454٬853           | 529٬138           | 540٬905                   |
| 13.07       | منطقة ليما بولوه كوتا | ساريلاماك            | 3٬273٫41      | 348٬555           | 383٬525           | 388٬375                   |
| 13.08       | منطقة باسامان         | لوبوك سيكابينج       | 3٬902٫44      | 253٬299           | 299٬851           | 307٬425                   |
| 13.09       | منطقة جزر مينتاواي    | توا بيجات            | 5٬983٫22      | 76٬173            | 87٬623            | 89٬401                    |
| 13.10       | منطقة دارماسرايا      | بولاو بونجونج        | 2٬920٫93      | 191٬422           | 228٬591           | 234٬713                   |
| 13.11       | منطقة جنوب سولوك      | بادانج آرو           | 3٬282٫14      | 144٬281           | 182٬077           | 189٬649                   |
| 13.12       | منطقة غرب باسامان     | سيمبانج امبات        | 3٬852٫99      | 365٬129           | 431٬672           | 442٬479                   |

تنقسم المدن والمقاطعات معًا إلى 179 منطقة ( كيكاماتان ) ومن ثم إلى 1265 قرية ( كيلوهان وديسا ) اعتبارًا من عام 2023. تشمل المدن والمناطق الساحلية 219 جزيرة بحرية (كبيرة بما يكفي لتحمل أسماء)، منها 111 تشكل منطقة جزر مينتاواي، و26 في منطقة غرب باسامان، واثنتان في منطقة أغام، واثنتان في منطقة بادانج باريامان، و4 في مدينة باريامان، و21 في مدينة بادانج و 49 في منطقة جنوب بيسيسير.

#### مؤشر التنمية البشرية
المدن والمقاطعات في غرب سومطرة حسب مؤشر التنمية البشرية (HDI). تأتي هذه الأرقام من تقرير التنمية البشرية في إندونيسيا لعام 2020،  الذي نشرته هيئة الإحصاء الإندونيسية .
| رتبة                  | المدينة / منطقة       | نتيجة مؤشر التنمية البشرية (2020) | دولة مماثلة ( 2019 برنامج الأمم المتحدة الإنمائي ) |
| تنمية بشرية عالية جداً | تنمية بشرية عالية جداً | تنمية بشرية عالية جداً             | تنمية بشرية عالية جداً                              |
| --------------------- | --------------------- | --------------------------------- | -------------------------------------------------- |
| 1                     | مدينة بادانج          | 0.828                             | رومانيا                                            |
| 2                     | مدينة بوكيتينجي       | 0.805                             | الكويت, موريشيوس, صربيا                            |
| تنمية بشرية عالية     |                       |                                   |                                                    |
| 3                     | مدينة باياكومبوه      | 0.789                             | ألبانيا, كوبا                                      |
| 4                     | مدينة سولوك           | 0.782                             | سريلانكا                                           |
| 5                     | مدينة بادانج بانجانج  | 0.779                             | غرينادا, المكسيك, سانت كيتس ونيفيس, أوكرانيا       |
| 6                     | مدينة باريامان        | 0.769                             | كولومبيا                                           |
| 7                     | مدينة سواهلونتو       | 0.726                             | تونغا                                              |
| 8                     | منطقة أجام            | 0.724                             | ليبيا                                              |
|                       | سومطرة الغربية        | 0.723                             | ليبيا                                              |
| 9                     | منطقه تاناه داتار     | 0.723                             | ليبيا                                              |
|                       | منطقه دارماسرايا      | 0.715                             | ساموا, تركمانستان                                  |
|                       | منطقه بادانج باريامان | 0.706                             | مصر                                                |
|                       |                       |                                   |                                                    |
|                       | منطقه بيسيسير سيلاتان | 0.699                             | قرغيزستان                                          |
|                       | منطقه ليما بولوه كوتا | 0.694                             | قرغيزستان                                          |
|                       | منطقة سولوك           | 0.690                             | المغرب                                             |
|                       | منطقه جنوب سولوك      | 0.690                             | المغرب                                             |
|                       | منطقه غرب باسامان     | 0.684                             | غويانا, المغرب                                     |
|                       | منطقه سيجونجونج       | 0.677                             | العراق                                             |
|                       | منطقه باسامان         | 0.666                             | الرأس الأخضر                                       |
|                       | منطقه جزر مينتاواي    | 0.610                             | إسواتيني, غانا, فانواتو                            |

باعتبارها وصية جديدة، حصلت دارماسرايا على أعلى الدرجات (59.43) من بين 100 ولاية محتملة من بين المقاطعات الجديدة الأخرى. 
قبل إصلاحات عام 1999 وتنفيذ الحكم الذاتي الإقليمي في عام 2001، كانت أدنى وحدة حكومية محلية تابعة لإدارات المقاطعات هي النموذج الجاوي للقرية، ديسا . في ظل الحكم الذاتي الإقليمي، تم إعادة تقديم قرية مينانجكاباو ناجاري التقليدية، والتي تعد أكبر من القرى في أماكن أخرى في إندونيسيا، بدلاً من ديسا .  

## جزر المقاطعة
من أهم جزر المقاطعة:
- جزر مينتاواي : وتشمل:
  - سيبروت
  - سيبورا
  - باغاي الشمالية
  - باغاي الجنوبية
- جزيرة باسومباهان
- جزيرة سيكواي